# Francisco Acuña de Figueroa
Francisco Esteban Acuña de Figueroa (Montevidéu, 3 de setembro de 1791 — 6 de outubro de 1862) foi um escritor uruguaio.

## Biografia
O pai de Acuña o enviou para estudar em Buenos Aires, Argentina. Sua educação inicial foi no Convento de San Bernardino, e completou seus estudos em Buenos Aires, no Real Colégio de San Carlos, de onde retornou em 1810, motivado pela invasão da cidade, tendo prosseguido os estudos em Artes. Retornou a Montevidéu, onde escreveu poemas enquanto trabalhava para seu pai. Não havia gráfica em Montevidéu, portanto nenhuma de suas obras foi publicada naquela época.
Ele passou a ser o autor da letra dos hinos nacionais do Uruguai e do Paraguai. Não subscreveu a causa da independência, mas manteve-se leal aos governos coloniais de Francisco Javier Elío e Gaspar de Vigodet, e após a queda de Montevidéu em 1814, aos 25 anos, foi exilado para a Corte Portuguesa no Rio de Janeiro, onde ele desempenhou funções diplomáticas para a Espanha. Já seu pai permaneceu em Montevidéu, onde foi confirmado no cargo pelo novo governo devido à sua capacidade para o cargo.
Retornou a Montevidéu em 1818, após a queda de José Artigas, caindo a cidade sob o domínio português, sob o qual permaneceria. Além da obra literária, ocupou cargos como tesoureiro do Estado (sucedendo ao pai), membro da comissão de censura de obras teatrais (em 1846) e diretor da Biblioteca Pública e Museu (1840-1847).

## Obras
Em 1857, os poemas de Acuña foram publicados em livro e apareceu o hino nacional do Uruguai, que data de 1833. Acuña também teve uma extensa obra literária, compilada por ele mesmo em 1848 e publicada postumamente em 1890 em 12 volumes sob o título geral de "Obras Completas". É composto por numerosos poemas, contos, etc. Muitas de suas obras têm um forte tom satírico.
Uma antologia de seus poemas foi publicada em 1965 na coleção de clássicos uruguaios da Biblioteca Artigas.
Um de seus poemas mais curiosos é o Salve Multiforme, sobre o qual o autor diz: Salve Multiforme tem duas aplicações, dois objetivos diferentes. O primeiro objetivo, mais essencial e específico, é puramente religioso, o segundo tem uma aplicação secular ou política. Sob esse primeiro aspecto é uma homenagem de veneração e de aplausos inesgotáveis à divina rainha dos céus, é a oração da Salve apresentada e reproduzível de maneiras quase infinitas: tantas que não seriam necessários muitos milhões de anos de leitura contínua e incessante. basta completar todas as paráfrases possíveis desta oração mais ou menos diversa, que, segundo este método, pode ser formada. (...) O autor dividiu a pomada em 44 fragmentos, colocados sucessivamente em tantas colunas, numeradas de 1 a 44.
Cada fragmento possui, em sua própria coluna, 26 paráfrases de si mesmo, ou pelo menos palavras relacionadas semelhantes, e combinadas com qualquer um dos 27 fragmentos das colunas anteriores e subsequentes, sem quebrar o sentido da Salve, que mantém sempre sua sintaxe gramatical, sem repetir, em uma Salve inteira, um fragmento já nela utilizado. (...) Como resultado, portanto, tomando aleatoriamente qualquer fragmento da 1ª coluna, outro da 2ª, outro da 3ª., etc., continuando assim até a coluna 44, uma paráfrase completa do sempre será formada uma pomada, talvez elegante, talvez fraca, mas nunca inadequada ou incoerente em seu significado.
Tendo, portanto, 27 fragmentos na 1ª coluna, livremente combinados com qualquer um dos 27 seguintes e estes com a coluna sucessiva, e assim progressiva e mutuamente com as outras colunas, é evidente que milhões e milhões de Salves podem ser combinados e fundidos, mais ou menos diferentemente, ou seja, com mais ou menos diferenças entre os fragmentos. Ao chegar à coluna 44, acrescenta-se a palavra amém, que está na última coluna ou coluna suplementar, para encerrar adequadamente cada uma das orações.
Acuña também escreveu a letra do hino nacional do Paraguai. Faleceu em Montevidéu em 6 de outubro de 1862.